# Imre Nagy
Imre Nagy (pronuncia ungherese [ˈimrɛ ˈnɒɟ]) (Kaposvár, 6 giugno 1896 – Budapest, 16 giugno 1958) è stato un politico ungherese, primo ministro in due occasioni. È considerato un eroe nazionale ungherese.
È stato il punto di riferimento di un movimento che – all'interno stesso del Partito dei Lavoratori Ungheresi (marxista-leninista) – mirava all'apertura del paese all'Occidente (con la proposta uscita dal patto di Varsavia) e ad alcuni principi tipici della liberaldemocrazia, culminato nella rivoluzione del 1956. A seguito del fallimento della rivolta dovuto all'intervento delle forze armate sovietiche, fu imprigionato e poi ucciso.

## Biografia
Nacque da famiglia contadina e fu anche un apprezzato fabbro, prima di essere arruolato nell'esercito austroungarico durante la prima guerra mondiale sul fronte orientale. Fu fatto prigioniero il 29 luglio 1916 dall'esercito russo sul fronte galiziano durante l'offensiva del generale Brusilov; scoprì il comunismo nel 1918 e venne quindi arruolato nell'Armata Rossa. Servì in Siberia, sotto il comando del commissario Jakov Jurovskij.
È infondata la voce che lo vede membro del plotone che trucidò l'ex zar Nicola II, la sua famiglia e altri prigionieri del seguito: si tratta di un'omonimia con un Imre Nagy effettivamente presente, ma un tale nome e cognome sono ed erano molto diffusi in Ungheria. Nel 1921, tornò in Ungheria dopo la rovinosa caduta del governo di Béla Kun il 1º agosto 1919, con la messa fuori legge del Partito Comunista ungherese e l'incarcerazione di molti suoi dirigenti. Il suo ritorno in Ungheria portò aiuto al partito comunista ormai clandestino, ma nel febbraio 1930 dovette rifugiarsi a Mosca, dove studiò agricoltura nell'Istituto della capitale e lavorò nella sezione ungherese del Comintern.
Durante la permanenza di Nagy in Unione Sovietica, molti comunisti non originari della Russia vennero arrestati, imprigionati e condannati a morte dal governo sovietico. In particolare, Béla Kun, che guidava la Repubblica Sovietica Ungherese, scomparve nella metà degli anni trenta. Questa tragedia provocò il panico tra gli emigrati ungheresi, come testimoniato da Julius Háy in Born 1900. In questo periodo Nagy divenne un agente dell'apparato di sicurezza dell'Unione Sovietica, noto col nome di Volodya.
Era una pratica comune e il fatto che sopravvisse alle purghe staliniane degli anni trenta e anni quaranta rafforza questa tesi. Sembra che Nagy abbia smesso di lavorare per lo spionaggio verso la fine degli anni trenta. Rientrò in Ungheria al seguito dell'Armata Rossa nel 1944, alla caduta del regime dell'ammiraglio Horthy, ed entrò nel governo provvisorio di Debrecen, costituito il 22 dicembre 1944, ottenendo posizioni ministeriali, inclusa quella di ministro dell'agricoltura e di ministro dell'interno. Nel suo primo incarico fu il ministro della riforma agraria del 1945, appena finita la guerra, una riforma storica per l'Ungheria che dissolse il latifondo.
Nel 1949, criticò numerose posizioni della politica agricola dell'Unione Sovietica e come conseguenza venne espulso del Politburo. Venne riammesso nel 1951, solo dopo aver fatto "autocritica"; realizzò poi le idee che aveva tanto osteggiato. Divenne vice primo ministro sotto Mátyás Rákosi, ma fu promosso primo ministro dopo la morte di Stalin, quando Georgij Malenkov, successore di Stalin alla guida del governo dell'URSS, lo preferì agli altri membri del partito insieme a tutta la direzione collegiale del Cremlino nella riunione tenutasi a Mosca il 13 giugno 1953, pochi giorni prima dell'insurrezione di Berlino Est e pochi giorni prima della caduta di Berija, arrestato al Cremlino il 26 giugno con un colpo di mano preparato da Khruščёv e dal suo gruppo.

### Primo ministro (1953-1955, 1956)
Nagy, a partire dalla riunione del Politburo del 27 giugno 1953 nella quale presentò un discorso con giudizio molto duro sul passato rakosiano e dal discorso più moderato in Parlamento del 4 luglio, cercò di creare un "nuovo corso" nel sistema ungherese a partito unico, moderando il ritmo dell'industrializzazione, permettendo ai contadini di abbandonare la collettivizzazione delle fattorie e limitando il regime del terrore. Tra gli altri liberò dalle prigioni János Kádár, incarcerato tre anni prima, pur essendo stato il ministro dell'interno che aveva "convinto" alla confessione László Rajk nel 1949. Ma quando, nel 1955, Chruščёv, il vero detentore del potere, spodestò Malenkov, Nagy fu costretto a dimettersi dal suo incarico. Il 18 aprile fu sostituito da András Hegedus e fu espulso dal partito comunista.
La rielezione di Rákosi, un filosovietico, e il "discorso segreto" di Chruščёv il 25 febbraio 1956 al ventesimo Congresso del Partito Comunista Sovietico, contribuirono all'inquietudine dell'Ungheria. Per ammansire la diffusa scontentezza popolare, Rákosi fu costretto alle dimissioni il 13 luglio e un altro comunista ungherese, Ernő Gerő, fu nominato primo segretario. Ma gli eventi di fine giugno in Polonia, così come quelli in Ungheria, condussero ad agitazioni molto estese. Il 23 ottobre scoppiò la rivolta. Il Comitato Centrale, riunitosi in emergenza la notte del 23 ottobre, nominò Nagy primo ministro, una posizione che detenne per 13 giorni, fino al 4 novembre. Al contempo furono chiamate le truppe sovietiche dietro richiesta firmata ancora dal primo ministro uscente András Hegedus. L'Armata Rossa, intervenuta il 24 ottobre con forze limitate trovò una sorprendente resistenza da parte degli insorti, tanto da risolversi al compromesso del 30 ottobre sul ritiro delle truppe dalla capitale e sul rispetto dell'indipendenza nazionale dell'Ungheria. Lo stesso 24 ottobre da Mosca arrivarono A. Mikojan e M. Suslov, membri del Politburo del PCUS, direttamente incaricati di seguire l'evolversi della crisi.
Durante il suo breve mandato come primo ministro durante la rivoluzione ungherese, Nagy tentò inizialmente di mantenere tutto nella normale disciplina di partito. A partire dal 28 ottobre il suo operato seguì pienamente la volontà dei rivoltosi antisovietici. Propose l'amnistia per i dimostranti, abolì il sistema monopartitico e iniziò a negoziare il ritiro delle truppe sovietiche dall'Ungheria. Il primo novembre Nagy, in seguito alle ormai certe notizie di movimenti di truppe sovietiche che rientravano in Ungheria il giorno 31 ottobre, dopo aver protestato con l'ambasciatore sovietico Andropov, sfidò ulteriormente i sovietici dichiarando l'intenzione di far uscire l'Ungheria dal Patto di Varsavia. La decisione dell'intervento militare fu presa dal Politburo il 31 ottobre.
Già dal giorno precedente, in numerose parti del Paese era stata segnalata la presenza di truppe sovietiche e la capitale era accerchiata. Il generale Pál Maléter, Comandante in capo dell'esercito magiaro, continuava a negoziare il ritiro dell'Armata Rossa, finché nella notte tra il 3 e il 4 novembre 1956 venne arrestato da un commando del generale Serov, capo del KGB, che era presente a Budapest dal 23 ottobre come consigliere militare d'ambasciata, durante le trattative nella caserma del quartier generale sovietico a Tokol presso Budapest con la delegazione sovietica guidate dal generale Malinin. All'alba del 4 novembre la radio trasmise un comunicato del capo del nuovo governo filosovietico, János Kádár, il "governo rivoluzionario operaio e contadino", il quale dichiarava che, non essendo possibile combattere i "sussulti controrivoluzionari" del governo in carica, ne veniva fondato uno nuovo.

### Il secondo intervento sovietico, l'arresto e il processo, la condanna a morte
I sovietici invasero Budapest il 4 novembre 1956 attuando l'operazione Turbine, sotto la supervisione del maresciallo Koniev, comandante in capo del Patto di Varsavia, con circa 200 000 soldati e 4 000 carri armati, e Nagy si rifugiò nell'ambasciata jugoslava, dove gli era stata offerta protezione, non prima di aver lanciato alle 5:20 dal suo ufficio governativo un accorato messaggio captato dalle radio occidentali: "Qui parla il Primo ministro Imre Nagy. Oggi all'alba le truppe sovietiche hanno aggredito la nostra capitale con l'evidente intento di rovesciare il governo legale e democratico d'Ungheria. Le nostre truppe sono impegnate nei combattimenti. Il governo è al suo posto. Comunico questo fatto al nostro paese e al mondo intero". Chruščёv sapeva di correre pochi rischi assaltando Budapest, poiché era certo dell'appoggio del mondo comunista, in particolare di Mao, e sapeva che il mondo occidentale era alle prese con la crisi di Suez e con le elezioni presidenziali negli Stati Uniti d'America.

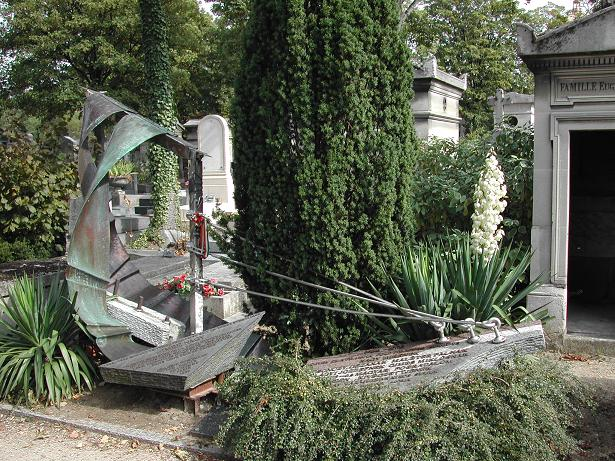
Cenotafio di Imre Nagy al cimitero di Père-Lachaise di Parigi

Il 22 novembre 1956, dopo diciotto giorni di permanenza nell'ambasciata jugoslava di Budapest, Nagy e numerosi suoi collaboratori furono indotti a lasciare l'ambasciata, avendo ricevuto un salvacondotto scritto di libero passaggio da parte di János Kádár; furono invece arrestati dalle forze sovietiche e trasportati nel quartier generale del KGB, alla periferia della città. Da lì il giorno dopo furono caricati su due aerei e fatti proseguire per Snagov, una località vicino a Bucarest, in Romania, dove vennero accolti in un complesso riservato ai dirigenti di partito. Le autorità comuniste romene, sempre in contatto con i sovietici e gli ungheresi, ebbero cura di separarli in gruppi e di isolare Nagy dagli altri, per poi esercitare pressioni continue, tese a convincerli a firmare dimissioni retrodatate a prima dell'invasione sovietica, e dichiarazioni di condanna della controrivoluzione di ottobre-novembre.
Durante il vertice dei Paesi socialisti, tenutosi a Budapest dall'1 al 4 gennaio 1957, si parlò per la prima volta ufficialmente di Nagy. Durante l'anno tre reclusi - tra cui il filosofo György Lukács - scrissero lettere in cui approvavano l'intervento sovietico e l'operato del governo Kádár, rinunciando a fare politica.
Il 17 giugno 1958 un comunicato del ministro ungherese della giustizia informava che Nagy, Maléter e il giornalista Miklós Gimes erano stati condannati a morte e giustiziati il giorno prima. Altri due imputati erano già morti: il ministro Géza Losonczy era morto in carcere il 21 dicembre 1957, mentre Jozsef Szilagyi (capo della segreteria di Nagy) aveva avuto stralciato la sua posizione: processato e condannato a morte, era stato giustiziato il 24 aprile 1958.
I capi di tutti i partiti comunisti del mondo erano stati invitati a pronunciarsi sul verdetto: soltanto il polacco Gomułka si era astenuto, mentre il francese Thorez e l'italiano Togliatti - al quale Nagy aveva scritto una lettera, mai recapitata - avevano ritenuto più opportuno votare sì. Nell'approvare la condanna a morte nel novembre 1957, durante le celebrazioni a Mosca del Quarantennale della Rivoluzione d'Ottobre, il segretario del Partito Comunista Italiano ottenne che l'esecuzione fosse rinviata a dopo le elezioni politiche italiane, che si sarebbero tenute il 25 maggio 1958.

### La riabilitazione

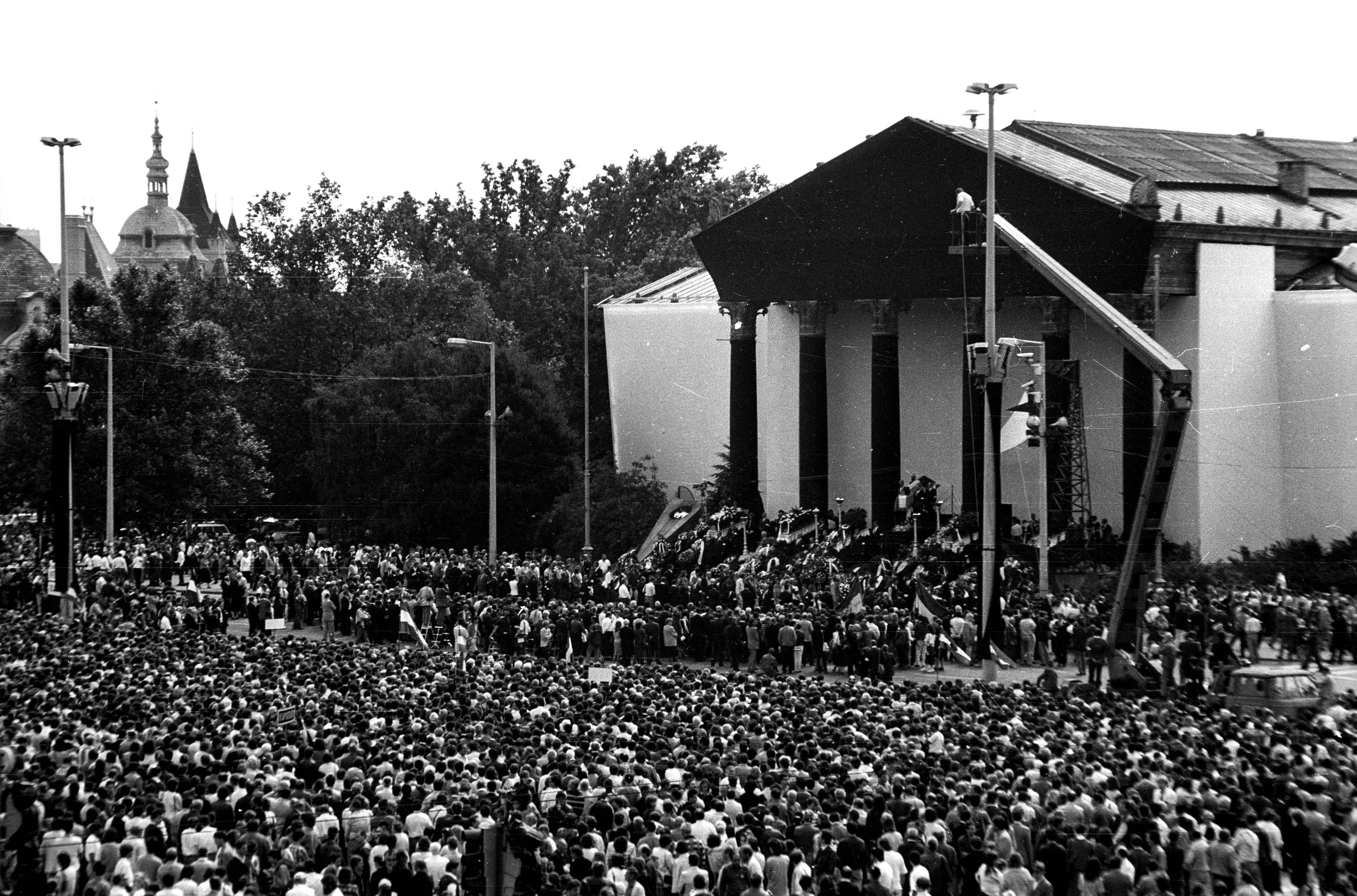
Funerali di Stato di Nagy nel 1989

Nagy fu riabilitato con un funerale di Stato dopo la fine del comunismo in Ungheria, il 16 giugno 1989. Alla cerimonia pronunciò un discorso anche il futuro primo ministro Viktor Orbán, che anni dopo ne rivaluterà la figura in chiave negativa, definendolo un "comunista della peggior specie". Il 6 luglio 1989 la Corte Suprema dichiarò ufficialmente riabilitati Nagy e i suoi compagni condannati nel processo del 1958.
Il 28 dicembre 2018, la statua di Imre Nagy posta nella piazza del Parlamento di Budapest è stata rimossa e ricollocata in un'altra piazza poco lontana. Al suo posto è stata collocata una statua in memoria delle vittime del Terrore Rosso durante la Repubblica Sovietica Ungherese, che era presente nella medesima piazza anche durante il governo filonazista di Miklós Horthy. La decisione è stata duramente contestata dall'opposizione, principalmente da socialisti e liberali, che hanno accusato il governo di Viktor Orbán di revisionismo storico. Il governo si è giustificato affermando che l'obiettivo della ricollocazione era quello di riportare la piazza al suo aspetto originale e di togliere più riferimenti possibili al precedente regime socialista.